# 広瀬さや
広瀬 さや（ひろせ さや、1月17日 - ）は、日本の女性声優。埼玉県出身。アクロスエンタテインメント所属。

## 略歴
2012年に「ビックエコーアニソン祭り」でグランプリを獲得した。
R&A VOICE ACTORS ACADEMYを卒業して2013年1月にアクロスエンタテインメント所属。
SAYA名義で、ターゲット・エンタテインメントによる日本のガールズ・ユニット「L.F.O」のメンバーであったが、後に同レーベルアーツ「夕星（ゆうづつ）」に移籍。

## 人物
趣味・特技にはラーメン食べ歩き、ピアノ、フルート、歌をそれぞれ挙げている。

## 出演
太字はメインキャラクター。

### テレビアニメ
2014年
- 魔法少女大戦（女子中学生A）

2017年
- 政宗くんのリベンジ（2017年 - 2023年、購買部店員、先生、少年、吉乃の母） - 2シリーズ
- ゼロから始める魔法の書（老婆A）

2018年
- ダーリン・イン・ザ・フランキス（オペレーター、アナウンス、コドモA、オペレーターA、職員C 他）
- メジャーセカンド（有吉）
- 少女☆歌劇 レヴュースタァライト（雨宮詩音）
- BANANA FISH（ナース、看護師）
- カードファイト!! ヴァンガード（ヘキサゴナル・メイガス）
- 学園BASARA（母親、女の子）

2019年
- エガオノダイカ（女性アナ、マリア、男の子）
- ブギーポップは笑わない（北原美咲）
- RobiHachi（ゲソテールちゃん）
- 厨病激発ボーイ（子供）
- 炎炎ノ消防隊（生徒）

2021年
- アイ★チュウ（母親、彩羽の母親）
- 白い砂のアクアトープ（仲村真帆）

2022年
- メイドインアビス 烈日の黄金郷（モイチェモ）

2023年
- 虚構推理 Season2（飯塚渚）
- アイドリッシュセブン Third BEAT!（女性アナウンサー）
- スキップとローファー（真春、木之本）
- 葬送のフリーレン（子供）
- 名探偵コナン（社員）
- SPY×FAMILY（乗客）

2024年
- メタリックルージュ（ネアンB、ユバル087）
- 薬屋のひとりごと（禿）
- 魔王の俺が奴隷エルフを嫁にしたんだが、どう愛でればいい?（ザガン〈少年〉、少女）
- パズドラ（通信音声）

2025年
- 機動戦士Gundam GQuuuuuuX（ラシット） - 2025年に劇場先行版が公開
- ホテル・インヒューマンズ（マオ）

### 劇場アニメ
2010年代
- トリプレッツ〜ドン・キホーテの謎〜（2016年、アガサクリスティー）
- 映画 妖怪ウォッチ 空飛ぶクジラとダブル世界の大冒険だニャン!（2016年、人々）
- 映画 妖怪ウォッチ シャドウサイド 鬼王の復活（2017年、母親）
- 映画 妖怪ウォッチ FOREVER FRIENDS（2018年）
- プロメア（2019年）
- 天気の子（2019年）
- 映画 妖怪学園Y 猫はHEROになれるか（2019年）

2020年代
- 少女☆歌劇 レヴュースタァライト ロンド・ロンド・ロンド（2020年、雨宮詩音）
- シン・エヴァンゲリオン劇場版𝄇（2021年）
- 劇場版 少女☆歌劇 レヴュースタァライト（2021年、雨宮詩音）
- すずめの戸締まり（2022年）
- しん次元! クレヨンしんちゃん THE MOVIE 超能力大決戦 〜とべとべ手巻き寿司〜（2023年）

### OVA
- エヴァンゲリオン 使徒、博多襲来（2019年）

### ゲーム
2013年
- 幻獣姫（ティターニア、ラミエ）

2014年
- 青春姫 SCHOOL PRINCESS（武田麻由里、キャサリン・ライアン）
- ドラゴンジェネシス（戦士女）

2015年
- かんぱに☆ガールズ（ジーナ・ジェズアルド）
- ポイッとヒーロー（キュオスティ、グランダ）

2016年
- 円環のパンデミカ code-S-（夜見川ミズホ）
- 大攻城!三国x戦国クロスバトル（袁紹、毛利元就）
- バンドやろうぜ!

2018年
- 三国BASSA!!（陶謙）
- 三極ジャスティス（市原紗綾）
- 白と黒のアリス - Twilight line-（なずな）
- ポケモンガオーレ（シェフのトモミ）

2019年
- グランドサマナーズ（翠神帝姫ベル）

2021年
- 鬼滅の刃 ヒノカミ血風譚

2024年
- 少女☆歌劇 レヴュースタァライト 舞台奏像劇 遙かなるエルドラド（雨宮詩音）

### デジタルコミック
- モーションコミック 高校デビュー（ナンパする女、中学女子）
- モーションコミック ひるなかの流星（同級生女、ゆゆかの友達）
- モーションコミック ミックスベジタブル（小学生女 他）

### 吹き替え
- アグリーズ（アン〈ジョーダン・シャーリー〉）

### テレビドラマ
- ゴシップ#彼女が知りたい本当の○○ 第1話・第2話（2022年1月6・13日、フジテレビ） （声の出演（第1話：ゲームキャラクター役））
- 嗤う淑女 第4話（2024年8月17日、東海テレビ・フジテレビ系）

### 映画
- 3D彼女 リアルガール（2018年、いろり、ろばた〈いずれも声の出演〉）
- シン・仮面ライダー（2023年）

### 舞台
- トーキョー都民、ミギナラエ（2015年3月13日 - 15日、新宿ゴールデン街劇場） - 主演・本沼のぞみ 役
- クォンタム・ドールズ〜量子境界の遊歩者〜（2016年1月6日 - 11日、新宿村LIVE） - アンサンブル[13]

### シリーズ一覧
1. ↑  第1期（2017年）、第2期『R』（2023年）